# Лукново (Владимирская область)
Лу́кново — посёлок в составе Октябрьского сельского поселения в Вязниковском районе Владимирской области России.

## География
Расположен в 5 км от ж.-д. станции Сеньково (на линии Ковров — Нижний Новгород).

## История

Памятник ВОВ в центре Лукново

Известен с 1850 года как посёлок при льнопрядильно-ткацкой фабрике (позже им. Фридриха Энгельса). В конце XIX — начале XX века посёлок входил в состав Нагуевской волости Вязниковского уезда, с 1926 года — в составе Вязниковской волости.
С 1929 по 1958 год посёлок являлся центром Лукновского сельсовета Вязниковского района. С 1947 по 2004 год посёлок имел статус посёлка городского типа. С 2004 года — центр Лукновского сельского округа, с 2005 года — в составе Октябрьского сельского поселения.

## Население
| 1859  | 1897  | 1905  | 1926  | 1959  | 1970  | 1979  |
| ----- | ----- | ----- | ----- | ----- | ----- | ----- |
| 355   | ↗513  | ↗534  | ↗611  | ↗5112 | ↘3702 | ↘3621 |
| 1989  | 2002  | 2010  | 2021  |       |       |       |
| ↘3545 | ↘2675 | ↘2434 | ↘2189 |       |       |       |

## Инфраструктура
В поселке имеются Лукновская средняя общеобразовательная школа (открыта в 1969 году), детский сад «Лучик», дом культуры, фельдшерско-акушерский пункт (бывшая Лукновская районная больница), отделение почтовой связи.

## Экономика
- Лукновская льнопрядильная фабрика (закрыта в 2005 году);
- ПК «Спартак» (зерно).